# Инцзян (Дэхун)
Инцзя́н (кит. упр. 盈江, пиньинь Yíngjiāng) — уезд Дэхун-Дай-Качинского автономного округа провинции Юньнань (КНР).

## География
В тропических лесах обитает двурогий калао.

## История
В 1916 году для администрирования местных вопросов был создан Чжаньдаский административный район (盏达行政委员). В 1932 году он был упразднён, а вместо него были созданы Инцзянская временная управа (盈江设治区) и Ляньшаньская временная управа (莲山设治区).
После вхождения провинции Юньнань в состав КНР в 1950 году был образован Специальный район Баошань (保山专区), и эти места вошли в его состав.
Постановлением Госсовета КНР от 21 ноября 1952 года Ляньшаньская временная управа была преобразована в уезд Ляньшань (莲山县), а Инцзянская временная управа (盈江设治区) — в уезд Инцзян.
Постановлением Госсовета КНР от 11 сентября 1952 года (вступило в силу 23 января 1953 года) посёлок Ваньдин и уезды Луси, Инцзян, Ляньшань, Лунчуань, Жуйли и Лянхэ были выделены из Специального района Баошань, образовав Дэхун-Дай-Качинский автономный район окружного уровня (德宏傣族景颇族自治区（地级）).
Постановлением Госсовета КНР от 29 апреля 1956 года Дэхун-Дай-Качинский автономный район и Специальный район Баошань были объединены в Дэхун-Дай-Качинский автономный округ.
В октябре 1958 года был расформирован уезд Лянхэ, а его территория распределена между уездами Тэнчун, Лунчуань, Инцзян и Луси. В сентябре 1960 года уезд Ляньшань был присоединён к уезду Инцзян. В апреле 1961 года был воссоздан уезд Лянхэ.
Постановлением Госсовета КНР от 18 декабря 1963 года был вновь создан Специальный район Баошань. В ноябре 1969 года Дэхун-Дай-Качинский автономный округ был присоединён к Специальному району Баошань.
В 1970 году Специальный район Баошань был переименован в Округ Баошань (保山地区).
В ноябре 1971 года был воссоздан Дэхун-Дай-Качинский автономный округ, и уезд вернулся в его состав.

## Административное деление
Уезд делится на 8 посёлков, 6 волостей и 1 национальную волость.

## Экономика
В горных деревнях развиты заготовка древесины и сельский туризм (в том числе наблюдение за птицами).